# Mia Khalifa (canción)
«Mia Khalifa» (originalmente titulada «Mia Khalifa (Diss)», también conocida como «Hit or Miss» y, a veces, estilizada como «MiA KHALiFA») es una canción del grupo de hip hop estadounidense iLoveFriday, dueto formado por los raperos de Atlanta Aqsa Malik y Xeno Carr, lanzada al mercado el 12 de febrero de 2018. La canción es un diss track dirigido hacia la ex actriz pornográfica y celebridad de Internet libanesa Mia Khalifa.
La decisión de escribir una canción criticando a Khalifa surgió a raíz de un malentendido. Una captura de pantalla falsa, pensada como una broma, parecía mostrar a la actriz criticando a Malik por fumar mientras llevaba un hijab en un vídeo musical. iLoveFriday y sus fanes se tomaron en serio la aparente hipocresía. Khalifa publicó un comentario en un post de TikTok. el 28 de junio de 2020, desde la cuenta oficial de la actriz, afirmando que "Esto... son mis pesadillas. Dios, esto era global, no podía escapar de ello". La crítica ha alabado la canción por su pegadiza poco convencional, pero también ha sido criticada por desafinada y misógina.
Meses después de su lanzamiento, la canción alcanzó un inesperado éxito viral en las redes sociales, especialmente entre los usuarios de TikTok. La parte más conocida es el verso de Malik, que comienza con una línea que se convirtió en un meme de Internet: "Acierta o falla, supongo que nunca fallan, ¿eh?".

## Trasfondo y lanzamiento
El vídeo musical de la canción de 2017 de iLoveFriday Hate Me mostraba a Malik, una mujer paquistaní-estadounidense, fumando un canuto mientras llevaba un hiyab, un tipo de velo que llevan algunas mujeres musulmanas y que tradicionalmente se utiliza para mantener las normas islámicas de modestia.
La canción y el vídeo fueron éxitos modestos y ganaron tracción dentro de algunas comunidades en línea centradas en memes. En enero de 2018, una cuenta de Instagram publicó una captura de pantalla de un tuit falso, atribuido a Mia Khalifa, que criticaba a Malik y el vídeo Hate Me. El tuit falso decía:

"Es tan irrespetuosa con todas las mujeres musulmanas y nos da una mala imagen 🤦‍♀️🧕🏾💣".

No sólo era falso, sino que Khalifa no es musulmana y nunca lo ha sido. Se crio en la Iglesia católica en Líbano, pero no es practicante.
Aunque la captura de pantalla era una broma, Malik dijo que creyó que era real cuando la vio por primera vez y se sorprendió por la aparente hipocresía de la declaración, dada la notoriedad de Khalifa por aparecer en un vídeo pornográfico realizando actos sexuales mientras llevaba un hiyab. Malik declaró en una entrevista que fumar con hiyab "no es ni de lejos tan malo" como lo que había hecho Khalifa con hiyab. Muchos de los seguidores de iLoveFriday también dieron por auténtica la captura de pantalla y reaccionaron con ira hacia Khalifa. Ha habido cierto escepticismo sobre si los propios miembros del grupo se dieron cuenta de que la captura de pantalla era una broma.
En cualquier caso, iLoveFriday grabó Mia Khalifa en respuesta a la demanda de sus fanes de una canción disidente. La canción fue auto-lanzada el 12 de febrero de 2018. El video musical fue lanzado el 4 de marzo de 2018. Según los informes, el video fue visto alrededor de 5 millones de veces en los meses previos a convertirse en un meme viral. La canción fue relanzada más tarde por Records Co y Columbia Records el 14 de diciembre de 2018. A principios de 2019, el video original fue retirado brevemente debido a una demanda de infracción de derechos de autor de la artista rumana Livia Fălcaru, ya que múltiples piezas de su arte original aparecen en el video sin su permiso. El 27 de septiembre de 2019, Mia Khalifa fue lanzado como la primera pista de Mood, el segundo EP de iLoveFriday.

## Música y recepción
La canción fue producida por Xeno Carr. El verso de Malik ha sido descrito como el punto culminante de la canción con su entrega distintiva y pegadiza. Según el periódico universitario Minnesota Daily, "la canción en sí alcanzó notoriedad no por su asociación con Mia Khalifa, sino más bien por un puente de rap extrañamente pegadizo". Las primeras líneas han sido las más citadas y reutilizadas en memes:

"Hit or miss, I guess they never miss, huh? / You got a boyfriend, I bet he doesn't kiss ya / He gon find another girl and he won't miss ya / He gon skrrt and hit the dab like Wiz Khalifa".

La canción se conoce a veces como Hit or Miss por los versos. En Pitchfork, Duncan Cooper dijo que el verso capturó a Malik "en su más absoluta malcriadez". Cooper destacó su forma de pronunciar la frase "kiss yaaaa!", señalando la cualidad de un "quejido casi del Medio Oeste" en su voz a pesar de sus orígenes en Atlanta, y escribió que "sus melodías son directas y penetrantes, pegadizas hasta un grado odioso".
La canción también utiliza efectos sonoros del juego de arcade Street Fighter II, como el jingle del logotipo de Capcom y el clip del locutor "Fight!".
Un grupo de críticos de Vice condenó rotundamente la canción, calificándola de "perturbadoramente misógina de una manera realmente específica y enferma" y de "realmente desafinada y con un sonido de mierda". Según Vice, iLoveFriday debería presentar "una disculpa formal" a Khalifa. Un artículo del periódico universitario KentWired expresaba sentimientos similares, acusando además a la canción de "mezquindad" y criticando la producción sosa y la "voz chirriante" de Malik.
Bhad Bhabie -rapero estadounidense y celebridad de Internet, quizá más conocido por decir "Catch me outside, what about that?" en el programa Dr. Phil- criticó la canción por considerarla inapropiada para los niños, que probablemente estarían expuestos a ella a través de las redes sociales. Cuando se le preguntó si creía que Internet tiene un efecto negativo en la madurez psicológica de los niños, Bhad Bhabie respondió:

"Sí. Ni siquiera es culpa de ellos. A veces estoy con niños que navegan por TikTok o lo que sea y aparece esa canción de Mia Khalifa de iLoveFriday y les digo: '¡Dejad de escuchar eso! No! La niña que la escucha tiene como siete años, no entiende lo que significa esta canción".

En una entrevista con Anthony Padilla, Khalifa declaró que se sintió herida por la canción y que, a consecuencia de ello, le aterrorizaba aparecer en TikTok y ser avergonzada. Según Reed Kavner, del sitio Tubefilter, "vale la pena reiterar que [Khalifa] era una espectadora inocente en todo esto. Fue objeto de un diss track después de no haber hecho absolutamente nada. Hoy tiene 2,3 millones de seguidores en Twitter y un canal de YouTube con su novio, el famoso chef Robert Sandberg. Nada de esto la afectará en absoluto".

## Éxito viral

### La canción y los memes de TikTok
TikTok es una aplicación de vídeo para redes sociales propiedad de la empresa tecnológica china ByteDance. Formada a partir de una fusión con la aplicación Musical.ly en 2018, TikTok permite a los usuarios publicar vídeos cortos y utilizar clips de audio de su base de datos, generalmente para hacer vídeos de sincronización labial. Parte del audio de la base de datos tiene licencia oficial de los titulares de los derechos de autor, pero los usuarios también pueden subir un clip de audio por su cuenta, momento en el que el clip pasa a estar disponible para otros usuarios. TikTok es especialmente popular entre la Generación Z, definida como aquellos nacidos después de mediados de los 90 y antes de principios de los 2010. La aplicación ha sido comparada con la extinta Vine.
Mia Khalifa se hizo omnipresente en TikTok a finales de 2018 y principios de 2019. La canción se hizo tan popular, y se identificó tanto con la propia app, que dio lugar a un meme de llamada y respuesta llamado "#hitormiss challenge" o "#TikTokTest". Para participar en el reto, los usuarios de TikTok se dirigían a lugares públicos, como grandes almacenes o escuelas, y gritaban la frase "hit or miss" (acierto o error), con la esperanza de obtener una respuesta de un desconocido que completara la frase diciendo "Supongo que nunca fallan, ¿eh?". La premisa del meme era que la frase se había hecho tan conocida entre los usuarios de TikTok que podía servir como una especie de apretón de manos secreto o silbato para encontrar a otros usuarios en el mundo real.
La canción demostró cómo las redes sociales, y TikTok en particular, funcionan como plataformas importantes para que los oyentes descubran nueva música. En este sentido, se ha identificado como predecesora de Old Town Road de Lil Nas X, otra canción de un artista desconocido y sin firma que encontró el éxito viral a través de TikTok. Mientras que otras canciones alcanzaron niveles comparables de popularidad en la aplicación alrededor de la misma época -incluyendo, por ejemplo, Thank U, Next de Ariana Grande- Mia Khalifa fue diferente porque su éxito fue completamente espontáneo. Grande ya era una artista popular con una gran promoción y seguidores consolidados, mientras que iLoveFriday tenía una promoción mínima y el estilo poco convencional de su canción no parecía, a primera vista, calibrado para tener un amplio atractivo.
El fragmento de 15 segundos "hit or miss" de Mia Khalifa fue subido por primera vez a TikTok por una chica de secundaria de Dakota del Sur llamada Cheyanne Hays. Después, una usuaria británica de TikTok llamada Georgia Twinn hizo un vídeo muy popular con el mismo fragmento, llamando más la atención sobre la canción. En octubre de 2018, la cosplayer estadounidense Haley Craig (conocida en línea como 'NyanNyanCosplay' o 'Kat') hizo la sincronización labial de la canción mientras hacía cosplay como el personaje Nico Yazawa de la franquicia multimedia japonesa Love Live!. El vídeo de Kat fue probablemente el catalizador que inspiró el fenómeno viral en torno a la canción. El vídeo se difundió por YouTube, donde PewDiePie -que ya es el youtuber individual más popular- utilizó su clip varias veces en sus propios vídeos. La cosplayer inglesa Belle Delphine, que ha destacado por popularizar la estética e-girl en Internet, también subió un notable vídeo en el que sincronizaba los labios y bailaba al ritmo de la canción. El Daily Dot escribió que "el brillante pelo rosa de Delphine y su tímida personalidad convirtieron rápidamente el vídeo en un éxito".

### Popularidad basada en métricas
Hacia finales de octubre de 2018, había más de 1,3 millones de vídeos diferentes en TikTok con la misma muestra; en diciembre, había más de 2,5 millones. En febrero de 2019, se habían subido al menos 4 millones de vídeos diferentes de Mia Khalifa a TikTok, el vídeo musical original se había visto más de 50 millones de veces, y fragmentos de la canción se habían reproducido en vídeos a través de YouTube aproximadamente 200 millones de veces. La canción también alcanzó el primer puesto en la lista Global Viral 50 de Spotify, una clasificación de las canciones independientes más reproducidas en la plataforma, y se mantuvo cerca de la primera posición durante varios meses.
En junio de 2020, los vídeos de TikTok que incluyen Mia Khalifa habían sido vistos más de 865 millones de veces en total. Los vídeos etiquetados con el hashtag #hitormisschallenge habían acumulado colectivamente 93,7 millones de visualizaciones en abril de 2019. En mayo, los vídeos etiquetados con #hitormiss habían alcanzado un total de 250 millones de visualizaciones. El columnista de prensa Calum Marsh señaló la existencia de una compilación de una hora de bailes de Mia Khalifa de TikTok. La letra de la canción fue la 18.ª más leída en el sitio Genius en la primera mitad de 2019, situándose por delante de I Don't Care de Ed Sheeran y Justin Bieber, y Wish You Were Gay de Billie Eilish.

### Compensación
Según una estimación realizada por un escritor de Pitchfork, iLoveFriday probablemente obtuvo 150 000 dólares netos en pagos de regalías por las vistas de YouTube. El representante del grupo, Terrance Rowe, no confirmó esa cifra, pero sugirió que la estimación era aproximada o quizás demasiado baja.
A pesar del gran éxito de su canción en TikTok, iLoveFriday no la había licenciado inicialmente para su uso en la aplicación y nunca recibió una compensación de la compañía por la canción. Sin embargo, a principios de 2019 habían llegado a un acuerdo con TikTok por el que se les concedía el uso gratuito de la canción a cambio de la promoción de su futura música. Rowe justificó la decisión del grupo haciendo hincapié en que la oportunidad de exposición sería más valiosa a largo plazo que exigir una compensación por las visualizaciones pasadas.
TikTok ha recibido críticas por su estructura de pago de derechos. Citando la situación de iLoveFriday, Cody Atkinson, de la revista australiana BMA Magazine, dijo que el pago de TikTok parecía peor que el de los servicios de streaming o incluso que el de los músicos callejeros. Brett Gurewitz, de la banda de punk rock Bad Religion, de Los Ángeles, criticó a la empresa y dijo que la situación era como "lo que vimos con Chuck Berry recibiendo un Cadillac en lugar de derechos de autor".